# Лукін Микола Борисович

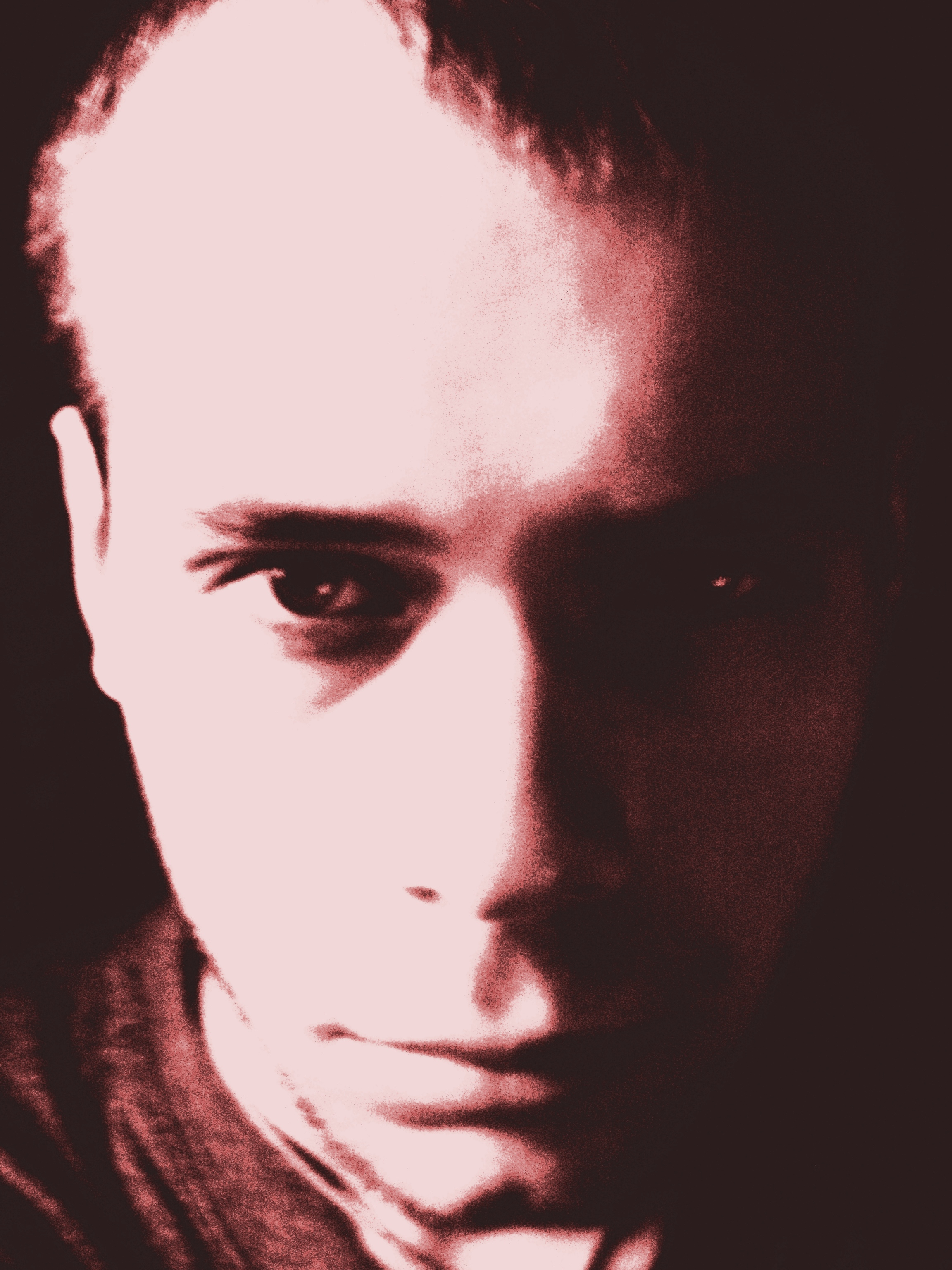

Лукін Микола Борисович (19 грудня 1987, Одеса, УРСР, СРСР) — український художник, живописець, графік, автор об'єктів та інсталяцій, викладач Одеського художнього коледжу ім. М. Б. Грекова.

## Біографічні відомості
Народився о 1987 році в Одесі в сім'ї художника.
У 2009 році закінчив Одеське художнє училище імені М. Б. Грекова (живописне відділення, викладачі Коваленко С. С., Лихоліт О. К., Кучинська О. П., Логвін О. І.) та у 2013 році - художньо-графічний факультет Південноукраїнський національний педагогічний університет ім. К. Д. Ушинського (викладачі Недошитко О. М., Лозовський С. В., Токарєва О. В.). 
З 2011 року викладає в Одеському художньому коледжі.
Постійний учасник виставкових проектів, таких як Одеська бієнале сучасного мистецтва, «Нова українська мрія» під егідою FORBES, ART KIYV та інш. Микола Лукін бере участь у виставках з початку 2000-х.
Працює переважно у сфері живопису та графіки, інколи звертається до об'єктів та інсталяцій. Фокус творчої уваги — сфера інтимних екзистенційних переживань, що втілюються у фігуративних композиціях. Було проведено сім персональних проектів. Брав участь у багатьох одеських та українських мистецьких виставках та бієнале. Роботи знаходяться в колекціях в Україні, Росії, Німеччині. Лауреат конкурсу сучасного українського мистецтва ім. Н.І. Альтмана (Вінниця).
Живе та працює в Одесі.

## Вибрані персональні виставки
- 2019 «Змішані почуття», Підземний Перехід Ваґабундо, Івано-Франківськ, Україна
- 2019 «Стерті обличчя», Асортиментна кімната, Івано-Франківськ, Україна
- 2018 «Сузір'я. Микола Лукін та Олег Соколов», Dymchuk Gallery, Київ[1]
- 2016 «Спальный район», галерея «Карась», Київ[2]
- 2015 «Повсякденна археологія», open space АРТЕРІЯ, музей сучасного мистецтва Одеси, Одеса
- 2013 «Розтин Гулівера», Одеський художній музей, галерея «Жовті велетні», Одеса[3]
- 2011 «Картографія пам'яті», експериментальний центр сучасного мистецтва Чайна фабрика

## Вибрані групові виставки
- 2009 Львівський Осінній Салон "Високий замок 2009"
- 2010 Львівський Осінній Салон "Високий замок 2010"
- 2018 «Швидкорозчинний час», Мистецький Арсенал, Київ
- 2018 «Я: Дзеркало», ОММЛК ім. О. В. Блещунова, Одеса
- 2017 п'ята одеська міжнародна бієнале сучасного мистецтва «Зона турбулентності», музей сучасного мистецтва Одеси, Одеса
- 2017 Всеєвропейська акція «Ніч в музеї 2017» під назвою «Музей і суперечлива історія. Говоримо про невимовне в музеї» у ОММЛК ім. О. В. Блещунова
- 2016 «Director's cut/режисерська версія» в рамках АРТ-ОМКФ, галерея INVOGUE, Одеса
- 2016 одеський міжнародний фестиваль «FREIERFEST», Одеська чаєрозважувальна фабрика, Одеса
- 2016 «Odessa Contemporary Art», Інститут проблем сучасного мистецтва, Київ
- 2016 «Odessa Contemporary Art», ЄрміловЦентр, Харків
- 2015 «ENFANT TERRIBLE. Одеський концептуалізм», Національний художній музей України, Київ
- 2015 четверта одеська бієнале сучасного мистецтва «MANIFESTO», музей сучасного мистецтва Одеси, Одеса
- 2015 «Мистецтво заради життя», Мистецький Арсенал, Київ
- 2014 «Нова українська мрія» під егідою FORBES, Мистецький Арсенал, Київ
- 2013 «Рольові ігри», музей сучасного мистецтва Одеси, Одеса
- 2013 «Горизонти темпоральності», Одеський музей західного та східного мистецтва, Одеса
- 2013 «Горизонти темпоральності», Інститут проблем сучасного мистецтва, Київ
- 2013 «Незнання — сила», ART KIYV2013, Мистецький Арсенал, Київ
- 2013 третя одеська міжнародна бієнале сучасного мистецтва "Самоуправление: эволюция vsp революция", музей сучасного мистецтва Одеси, Одеса
- 2011 «Інвентарізація», галерея «Вопрос», Одеса

## Аукціони
- 2018 Аукціон в рамках благодійної вечері на підтримку програми Червоного хреста в Україні.[4]
- 2015 Аукціон сучасного українського мистецтва "ДУКАТ" [4]
- 2014 Аукціон "Золотий перетин"
- 2014 POST WAR & CONTEMPORARY ART,  ЦСМ «М17».

## Публікації
http://kuv.me/nikolaylukin [Архівовано 1 лютого 2020 у Wayback Machine.]